# Élie Wollman
Pour les articles homonymes, voir Wollman.
Élie Wollman, né dans le 14e arrondissement de Paris en 1917, et mort dans le 15e en 2008, est un microbiologiste français, pionnier de la génétique microbienne, à l’origine des développements de la biologie moléculaire.
Il est assistant (1946) puis chef de laboratoire (1954) et professeur (1964-85) à l’Institut Pasteur. Il en est le sous-directeur de 1966 à 1985. Par la suite, il y est professeur honoraire.
Il est directeur de recherche au Centre national de la recherche scientifique de 1960 à 1985, membre du Comité national de la recherche scientifique (1963-71 et 1976-83), du directoire et du conseil d'administration du CNRS de 1967 à 1971.
Il est président de la Société française de microbiologie de 1983 à 1989 et membre correspondant de l’Académie des sciences (1980).

## Éléments biographiques
Élie Léo Wollman est né le 4 juillet 1917 dans le 14e arrondissement de Paris. Son père Eugène Wollman (né à Minsk, le 26 mai 1883) et sa mère Elisabeth (née Michelis) (née le 15 août 1888 à Minsk) sont tous deux chercheurs à l'Institut Pasteur.
Les parents d'Élie Wollman sont juifs. Le 10 décembre 1943, des membres de la police, après avoir arrêté, le 4 décembre, Elisabeth au domicile familial, 12 rue Olier, dans le 15e arrondissement de Paris, viennent arrêter Eugène Wollman à l'Institut Pasteur. Eugène et Elisabeth Wollman sont tous deux transférés à Drancy, puis déportés à Auschwitz par le convoi 63, le 17 décembre 1943, où ils sont assassinés à leur arrivée.
Il se marie, le 14 février 1948, avec Odile Fabries. Ils ont deux enfants, le docteur Emmanuelle Wollman et le docteur Francis-André Wollman, tous deux chercheurs au CNRS.
Il meurt à Paris le 1er juin 2008.

## Formation et carrière
Élie Wollman est élève au Lycée Buffon.
Il fait ses études de médecine à la Faculté de médecine de Paris.
De 1936 à 1939, il est externe des hôpitaux de Paris.
Il fait également des études de sciences naturelles à la Faculté des sciences de Paris, et en 1939, il est licencié ès sciences naturelles.
En 1939, il est mobilisé comme soldat de 2e classe, suit le peloton des élèves officiers à Angers, puis est nommé médecin auxiliaire, affecté à Autun, puis à l'hôpital Sainte-Croix de Toulouse, où il est démobilisé en août 1940.
De 1940 à 1942, il exerce les fonctions d'interne à l'hôpital militaire Purpan de Toulouse et, en 1943, interne en médecine à Lyon.
Il soutient sa thèse de doctorat devant la faculté de médecine de la même ville sur La nature chimique des anticorps.
Il est engagé à l’Institut Pasteur comme boursier Roux, en 1942, dans le service d’André Lwoff mais replié en zone sud, il ne rejoignit l’Institut Pasteur qu’à la libération.
En 1944, il entre dans la Résistance, dans l'Armée secrète du Tarn, où il est affecté comme médecin-chef du Groupe Patrice. Il est nommé médecin sous-lieutenant, puis médecin lieutenant des FFI.
En 1945, il est boursier de l'Institut Pasteur et en 1946, il suit le cours de microbiologie.
Il est nommé assistant en 1946 dans le service de physiologie microbienne dirigé par André Lwoff.
Il est boursier de la fondation Rockefeller au California Institute of Technology, à Pasadena, où il se familiarise avec la génétique des bactéries et des bactériophages, chez Max Delbrück (1948-1950).
Il est nommé chef de laboratoire à l'Institut Pasteur en 1954.
Ses premières recherches portent sur les bactériophages virulents et tempérés, les colicines, ainsi que sur la génétique des bactéries lysogènes (souche K12 de Escherichia coli).
L'essentiel de ses travaux, en collaboration avec François Jacob, concerne la sexualité des bactéries (processus de conjugaison et de recombinaison) et contribue au fondement de la génétique bactérienne en 1960.
Il démontre que le prophage lambda est induit lors de son transfert par conjugaison dans une bactérie non lysogène (induction zygotique) et conclut que l'immunité conférée par le prophage est due à un répresseur ; en utilisant le procédé dit de conjugaison interrompue, il contribue à établir la carte génétique du chromosome bactérien et à en démontrer la circularité.
Il soutient, en 1958, sa thèse de doctorat ès sciences naturelles sur la conjugaison des bactéries et sur le déterminisme génétique de la lysogénie.
Il est boursier Fulbright et bactériologiste associé (Research Associate) à l'Institut de virologie de l'Université de Californie à Berkeley, où il mène des recherches en collaboration avec Gunther Stent (en) (1958-1959).
Il est nommé directeur de recherche au Centre national de la recherche scientifique en 1960.
Il est membre fondateur, en 1964, de l'Organisation européenne de biologie moléculaire et membre étranger de l'Académie des sciences des États-Unis.
Il est nommé professeur à l'Institut Pasteur en 1964 et à la Faculté des sciences de Paris en 1968.

## Fonctions publiques

### À l'Institut Pasteur
Jugeant, en 1964, la situation de l'Institut Pasteur préoccupante, Élie Wollman prend l'initiative, avec Bernard Virat et René Panthier, de la création d'une commission d'étude pour la réforme de l'Institut Pasteur, réforme qui sera mise en œuvre avec l'arrivée du directeur Pierre Mercier, en 1966.
Élie Wollman est nommé, en 1966, sous-directeur de l'Institut Pasteur par le directeur Pierre Mercier et sera maintenu dans ses fonctions successivement par les directeurs Jacques Monod, François Gros et Raymond Dedonder, jusqu'en 1985.
En 1975, il prend la direction du Département des enseignements de l'Institut Pasteur.
Il participe, en 1982, à la création du Musée des applications de la recherche à Marnes-la-Coquette.
En 1987, il soutient la création, par la direction de l'Institut Pasteur (le directeur Raymond Dedonder et le sous-directeur Maxime Schwartz), d'un service d'archives historiques dont il devient le président du comité scientifique.

### Au CNRS
Élie Wollman est élu membre du Comité national de la recherche scientifique (1963-1971) et membre du directoire et du conseil d'administration du CNRS (1967-1971).

### Au niveau national
Élie Wollman participe, en 1956, à l'organisation et au déroulement du premier colloque de Caen sur la réforme de l'enseignement supérieur et de la recherche.
Il est le secrétaire scientifique (1960-1965), puis le vice-président (1965-1972) du comité scientifique d'action concertée de biologie moléculaire de la Délégation générale à la recherche scientifique et technique (DGRST).
Il est membre de la commission de microbiologie de l'INSERM (1964-1968).
Il est membre de la commission nationale de biologie humaine du ministère de l'Éducation nationale (1966).
Il participe, en 1966, à un groupe de travail sur les conditions d'efficacité de la recherche fondamentale au colloque de Caen.
Il est élu membre de la commission française pour l'UNESCO (1968) et de la commission Sciences de la vie du VIe plan (1971).
Il est membre du comité scientifique de l'INRA (1972) et du Comité consultatif national d'éthique pour les sciences de la vie et de la santé (CCNE) (1983-1986).
Il est président de la Société française de microbiologie (1983-89).

### Activités internationales
Il se rend en Argentine, en juillet-août 1960, à l'invitation de l’Instituto nacional de Microbiologia, pour organiser une unité de génétique microbienne et mettre sur pied un département de biologie moléculaire à Buenos Aires.
Il participe à des missions scientifiques en URSS (1961 et 1964), au Chili (1960 et 1962), en Roumanie (1965), en Hongrie (1966), en Israël (1972), au Japon (1974).
Il représente la Société française de microbiologie auprès de l'Union internationale des sociétés de microbiologie (1963).
Il participe à la création de l'Organisation européenne de biologie moléculaire destinée à promouvoir la biologie moléculaire en Europe, notamment grâce à la mise en place de cours (1964).
Il est le secrétaire général de l'Organisation internationale de recherche sur la cellule (ICRO/UNESCO) (1969-1973).

## Prix et distinctions
Élie Wollman est nommé chevalier de la Légion d'honneur en 1960. Il est promu officier en 1980.
Il est promu officier de l’Ordre national du Mérite en 1968. Il est promu commandeur en 2001.
Il est promu commandeur de l'Ordre des Palmes académiques.
Il reçoit la Croix du combattant.
Élie Wollman obtient le prix Rapkine (1953), le prix Lecomte de Noüy (1956), le prix ESSEC du cancer (1958), ainsi que les Prix de l’Académie des sciences : Fondation en hommage aux savants français assassinés par les Allemands en 1940-1945 (1958), Prix Roy Vaucouloux (1959) et Prix Charles-Léopold Mayer (1971).
Élie Wollman est élu correspondant de l'Académie des sciences le 24 mars 1980, dans la section de biologie moléculaire et cellulaire, génomique.
Il est membre honoraire de l’Académie royale des sciences, des lettres et des beaux-arts de Belgique (1985) et associé étranger de la National Academy of Sciences des États-Unis (1991).